# Milan Đurić (ur. 1987)
Milan Đurić (ur. 3 października 1987 w Belgradzie) – serbski piłkarz występujący na pozycji pomocnika.